# Oni (Boschi Sant'Anna)
Oni (anticamente detta anche Onni) è una frazione di circa 200 abitanti del comune di Boschi Sant'Anna in Provincia di Verona.
Sorge nella parte meridionale del territorio comunale ed è raggiungibile, provenendo da Boschi San Marco (l'altra frazione comunale di Boschi Sant'Anna) seguendo via Stradone e via Santa Giustina (SP42). Il territorio della frazione confina con Marega di Bevilacqua, Terrazzo e Canove di Legnago. L'abitato si sviluppa su di un'unica via, fatta eccezione la presenza di casolari e case a corte nella campagna circostante.
Il toponimo della borgata deriva dalla denominazione veneta dell'ontaro, nome che indicava una varietà di piante ed arbusti che nascevano in terreni umidi e paludosi.
L'edificio di spicco della frazione è la chiesetta intitolata a santa Giustina.
L'economia è basata unicamente sull'agricoltura. Non vi è, infatti, nessun insediamento industriale, data anche la piccola superficie territoriale, ma sono presenti numerose aziende agricole.